# Henri Étiévant
Henri Étiévant, pseudonimo di Henri Gaston Étiévan-Estival (Parigi, 13 marzo 1870 – Parigi, 9 agosto 1953), è stato un attore e regista francese.

## Biografia
Iniziò al teatro come attore al Théâtre-Libre, poi in tournée all'estero e infine all'Ambigu-Comique. Dal 1908 fu attore cinematografico e lo fece alla SCAGL, inizialmente in ruoli minori,  e i suoi primi successi arrivarono con i film I misteri di Parigi (1912) e I miserabili (1913).
Nel 1913 si trasferì in Italia dove lavorò alla Milano Films e iniziò a fare il regista. Qui diresse i film Il delitto della via di Nizza, Il rubino del destino e La vendetta del giusto. Successivamente girò film in Germania e nei Paesi Bassi.
Nel 1919 fece ritorno in patria e diresse film fino al 1929, come La fine di Montecarlo (1927), dove protagonista fu la famosa attrice italiana Francesca Bertini.
Nel periodo sonoro fece ritorno davanti alla macchina da presa con sporadiche apparizioni perlopiù da «comparsa», come nei film Golgota (1935) e L'uomo del giorno (1937) entrambi diretti da Julien Duvivier.

## Filmografia parziale

### Attore
- L'Affaire du collier de la reine, regia di Camille de Morlhon (1911)
- Bonaparte et Pichegru, regia di Georges Denola (1911)
- I misteri di Parigi (Les Mystères de Paris), regia di Albert Capellani (1912)
- La morte del duca di Enghien (La Mort du duc d'Enghien), regia di Albert Capellani (1912)
- Le Fils prodigue, regia di Camille de Morlhon (1912)
- Une intrigue à la cour d'Henri VIII, regia di Camille de Morlhon (1912)
- Don Chisciotte (Don Quichotte), regia di Camille de Morlhon (1913)
- I miserabili (Les Misérables ), regia di Albert Capellani (1913)
- La Blessure, regia di Marco de Gastyne (1925)

### Regista
- Il delitto della via di Nizza (1913)
- La vendetta del giusto (1913)
- Il rubino del destino (1914)
- Crépuscule d'épouvante (1921)
- La fine di Montecarlo (La Fin de Monte-Carlo), co-regia con Mario Nalpas (1927)
- La sirena dei tropici (La Sirène des tropiques), co-regia con Mario Nalpas (1927)
- Fecondità (Fécondité; 1929)